# Snescooter
En snescooter er et bæltekøretøj til transport på sne og is. Bæltet sidder i bagenden, mens der der i forenden er ski til at styre med.
- Wikimedia Commons har flere filer relateret til Snescootere

| Trafik | Spire Denne trafikartikel er en spire som bør udbygges. Du er velkommen til at hjælpe Wikipedia ved at udvide den. |